# 황충 (전한)
황충(黃忠, ? ~ ?)은 전한 말기 ~ 신나라의 제후로, 경조윤 두릉현(杜陵縣) 사람이다. 전한의 승상 황패의 증손이자 위위 황보의 아들이다.

## 행적
거섭 2년(7년), 황보의 뒤를 이어 건성후(建成侯)에 봉해졌다. 작위는 신나라 때까지 이어졌고, 신나라 멸망 후 끊겼다.

## 출전
- 반고, 《한서》 권18 외척은택후표·권89 순리전

| 선대 아버지 건성충후 황보 | 전한 ~ 신의 건성후 7년 ~ 23년 | 후대 (신 멸망) |